# Чёрная Пешка (повесть)
«Чёрная пешка» — повесть омского педагога Александра Николаевича Лукьянова в жанре научной фантастики, описывающая устройство Островной империи планеты Саракш. Служит апокрифом к роману Стругацких «Обитаемый Остров», представляя вариант развития событий, предложенный взамен обещанного А. и Б. Стругацкими, но так и не написанного романа «Белый Ферзь». С 2008 года распространялась автором в электронном виде с иллюстрациями. Повесть, снабжённая цифровыми иллюстрациями и претендующая на гипертекстовость, изобилует реминисценциями и цитатами из творчества Стругацких. Некоторые эпизоды представляют очевидные аллюзии и политическую сатиру по поводу постсоветской действительности (распад «страны Отцов» на Саракше).
В дополнительных материалах к повести содержится «Энциклопедия Саракша» — попытка описания реалий планеты, оставленных «за бортом» произведений Стругацких. Над энциклопедией также работали В. Баканов, Ю. Долотов, П. Дронов, Р. Ибатуллин, С. Казаков, С. Осокин, В. Стоякин, Т. Усеинов и др. В 2016 году вышло малотиражное издание на бумаге.

## Сюжет
Вместо привычного читателям Стругацких Максима Каммерера на сцену выходит новый (неизвестный по романам Стругацких) герой, «чёрный» прогрессор Всеслав Лунин, резко контрастирующий с «белым» (то есть деструктивным, согласно символике повести) Каммерером. Имевший некоторый опыт работы на Саракше, но впоследствии отошедший от дел, герой разрабатывает собственную программу внедрения в Островную империю и заставляет КОМКОН её принять. Лунин первоначально действует в паре со Львом Абалкиным (деятельность которого в Островной империи упоминается в повести Стругацких «Жук в муравейнике»), однако после натурализации на Архипелаге пути двух прогрессоров расходятся навсегда.
Население архипелага, начиная с детского сада, подвергается постоянному отсеву, в соответствии с наклонностями люди становятся жителями одного из трёх поясов:
1. Жёлтый. Люди, живущие материальным: производители, потребители, предприниматели;
2. Чёрный. Интеллектуалы, включая политиков, литераторов, актёров, сотрудников спецслужб и т. д.;
3. Белый. Люди с деструктивными наклонностями, воины.

Соотношение населения в Поясах примерно 70:10:20. Те, кто не вписался ни в один из поясов (например, социопаты или преступники), ссылаются на остров, где поддерживается доиндустриальное общество, населению которого запрещается иметь потомство.
Погружённый в изучение кастово-фашистского режима империи, герой выявляет его эффективность по сравнению с опустошённым войнами Материком. Выгодное впечатление на Лунина производит отсутствие в империи знакомого по фашистским режимам Земли расизма (из-за антропологической однородности Саракша). Невзирая на очевидное нервное истощение и предостережения из КОМКОНа, Лунин упорно продолжает свои исследования и эксперименты на туземной цивилизации, постепенно превращаясь из агента Земли в гражданина Островной империи. В финале повести прогрессор передаёт в КОМКОН собранные материалы и пресекает попытки вмешательства Земли в его дальнейшую судьбу.

## Критика
«Чёрная пешка» является примером элитарной утопии, в которой идеализируется расслоение общества по принципу справедливости и целесообразности.
Дмитрий Мартынов отметил, что если рассматривать повесть Лукьянова как утопию, автор упростил себе задачу, описывая другую планету с другой историей, в которой не было, к примеру, расовых, классовых или религиозных антагонизмов. Он отмечает, что первоисточником данной утопии послужило «Государство» Платона, пересказанное в качестве трактата «Держава» философа Зуицахи Ца, являющегося по сюжету повести также автором книги «Путешествие из Вездении в Нигдению» (аллюзия на «Утопию» Томаса Мора). Достаточно очевидны и параллели описываемого социального строя с муссолиниевским фашизмом

## Издание
- Александр Лукьянов. Чёрная пешка. — Липецк : Крот, 2017. — 928 с. — (Четвёртая волна). — 30 экз.